# Учење улога
Учење улога је вид социјалног учења заснован на учењу идентификацијом и имитацијом, којим се појединци оспособљавају за извођење оних улога које ће, касније, преузимати у животу.